# Île Hoved
Cet article concerne l'île canadienne. Pour l'île norvégienne, voir Hovedøya.
L'île Hoved est une île canadienne située dans la région de Qikiqtaaluk au Nunavut entre les péninsules de Svendsen et de Bjorne dans le fjord Baumann de l'île d'Ellesmere qui fait partie des îles de la Reine-Élisabeth de l'archipel arctique canadien. Elle couvre une superficie de 158 km2. Elle a été cartographiée et nommée pour la première fois lors de la seconde expédition du Fram entre 1898 et 1902 menée par le capitaine Otto Sverdrup. Le nom « hoved » signifie « principale » en norvégien.

## Annexe